# 垄断性竞争
獨占性竞争（英語：monopolistic competition），或称为壟斷性竞争，是一種不完全竞争（Imperfect competition）市場的形式之一。最早由美国经济学家愛德華·錢柏林，在1933年的著作《壟斷性競爭理論》（Theory of Monopolistic Competition）提出。
在壟斷性競爭市場中，存在许多厂商供应者，類似於完全競爭市場，沒有任何一個廠商可以獨佔市場。但它與完全競爭市場不同的地方是，在此种形式之下许多厂商制作与其他有些差异化的产品（意即，虽然这些公司的产品互有取代性，但是互有差异，例如在品牌，品质上仍有不同）。短期而言，属於独占性竞争的厂商就像是一个独占公司一般，可利用部分的独占市场力量 （Monopolistic market power）提高售价以获取比较高额利润。但是在长期而言，由于竞争者不断进入，产品的差异化优势因为竞争而逐渐缩小，市场慢慢变成为类似完全競爭 （Perfect competition），厂商就无法再获得过多的经济利益。但是在此之前，独占性竞争的公司通常保留部分产能。教科书经常举例说明的产业包括餐馆业，谷类加工食品业，服装业，鞋类业，以及大都会的服务业。
因此垄断性竞爭有以下特征：
1. 市场中具有众多的生产者和消费者，因此没有一家厂商有完全的定价能力，
2. 消费者具有明确的偏好，商品和服务是“非同质的”， 也因此供应厂商仍然有部分的市场寻价力或定价力 (price searcher or price setter)，
3. 供应者可以自由进入或离开市场，意即进入或离开的障碍不多[2]，
4. 市场资讯不完全灵通[3][4]。

虽然在长期而言，独占性市场竞争也会逐渐接近完全竞争。但是在市场中进行垄断性竞争的企业在短期具有垄断性质，廠商使用非價格競爭（Non-price competition）手段在市場上與生產類似產品的競爭對手競爭。非價格競爭手段包括廣告、包裝、品牌、設計與贈品等。由于消费者对于品牌有忠诚度（Brand loyalty），因此厂商纵使提高售价也不会损失所有的消费客户。
值得注意的是，垄断性竞争虽然一直是微观经济学中研究市场与竞争的话题，但是越来越被宏观经济学家所运用，特别是在1970年代以后注重微观基础的建模风潮下。

## 主要特征
垄断性竞争的市场有六大特征：
1. 產品差異化
2. 公司数目众多
3. 公司自由进入或退出（进入障碍不多）
4. 各个供应厂商獨立作出決定市场策略（并非联合垄断）
5. 供应厂商拥有比较高的市場定价力量
6. 買賣兩方有不完整資訊

## 产品差异化
垄断性竞争者利用真实性或感受性的差异化销售产品。產品差異指產品在消費者心目中的印象，除了產品的特質外，還包括銷售產品時的一切附帶服務和條件如售前及售後服務。这种产品特色的最佳描述是市场上具有有相似却不完全取代性的其他产品，这些产品具有相同的基本功能。例如汽车，各种汽车的基本功能相同，更换不同厂牌的汽车应该很容易。但是市场上有许许多多不同品牌，不同售价的汽车，机车，卡车，休旅车等等。

## 厂商数目众多
在每個垄断性竞争市場中有很多公司及潛在預備進入市場的公司。事實上，很多公司給予了每間垄断性竞争公司自由去訂價。這個要求保證了每間公司的行動對市場有一個微不足道的影響。舉例說，一間公司可以減價促銷並不用害怕競爭對手的報復。在市場均衡時垄断性竞争市場有多少公司取決於諸如固定成本，經濟體規模，及產品差異程度等因素。例如，更高的固定成本意味市場所能容納的公司數量更少。

## 买卖訊息不完全
虽然消费者可以得知产品或服务的完整的价格资讯，了解何时何地销售以及如何购买，也明白价格差异。也可能知道厂商获利。但是对于不同厂牌产品或服务的品质的实际差异还是存在许多资讯不平衡。品牌的忠诚度以及对于产品的选择决策存在许多非结构性或非理性的感觉成分，这种消费选择与决策部分属于有限理性。
日常消费行为也有明显的例子，消费者可能偏好选择某些品牌的咖啡饮料商品，虽然他们了解这种产品与其他类似商品的价格差异，但是偏好多来自感觉，对于咖啡的香醇度，浓稠度，甜度，酸度，苦感，或是咖啡豆的生产地，烘培方式等等资讯很可能一知半解或是不在乎。

## 附带说明
- 垄断竞争企业价格和产量的决定
- 非价格竞争

一般所谓價格競爭指廠商以價格為手段和其他對手競爭，廠商降價爭取顧客。而非價格競爭指廠商以其他手段和其他對手競爭，廠商使用各種方法爭取顧客，但不願減價。